# Святі місця та паломницькі шляхи гірського хребта Кії
Святі місця та паломницькі шляхи гірського хребта Кії, також Кумано-кодо (яп. 熊野古道)"' — мережа паломницьких стежок на півострові Кії, що веде до «Трьох священних гір Кумано» (яп. 熊野三山) — синтоїстських святилищ Кумано-Хонгу-тайся (яп. 熊野本宮大社), Кумано-Хаятама-тайся (яп. 熊野速玉大社) і Кумано-Наті-тайся (яп. 熊野那智大社). Три священні гори знаходяться в префектурі Вакаяма поряд з річкою Куманогава.

## Основні шляхи
До Кумано-кодо відносять такі п'ять основних стежок, яким 2004 року надано статус об'єктів Світової спадщини ЮНЕСКО.
1. Мала стежка, яп. 小辺路, «Кохеті»: Коя-сан — Три Священні Гори Кумано, 70 км
2. Середня стежка, яп. 中辺路, «Накахети»: Танабе — Три Священні Гори Кумано
3. Велика стежка, яп. 大辺路, «Оохети»: Танабе — Кусімото (串本) — Три Священні Гори Кумано, 120 км уздовж узбережжя океану
4. Стежка від Ісі, яп. 伊勢路, «Ісети»: Ісе-дзінгу — Три Священні Гори Кумано, 160 км
5. Шлях від Оміне яп. 大峯奥駈道, «Ісети»: Йосіно — Три Священні Гори Кумано, 140 км

До Кумано-кодо відносяться також малі та дотичні шляхи, зокрема шлях Осака — Танабе.
Стежки перевалюють через круті, порослі густим лісом гори, спускаються до річок Тоцукава та Куманогава, підходять до океану та пролягають уздовж океанського узбережжя. Ці шляхи ще в давнину були добре розчищені й викладені місцями бруківкою або кам'яними плитами, на крутих підйомах зроблені кам'яні сходи. Вздовж доріг розташовані численні камені з написами, святі могили, буддистські монастирі, синтоїстські кумирні та інші пам'ятні місця.

## Історія
Перша згадка стежок Кумано-кодо у літописах Ніхонсекі відноситься до 907 року.
З 1090 року імператори Японії неодноразово здійснювали паломництво до синтоїстських кумирень.
Особливо інтенсивне паломництво через стежки Кумано розгорнулося в період Едо, коли велика кількість людей прямувала в Кумано та Ісі.

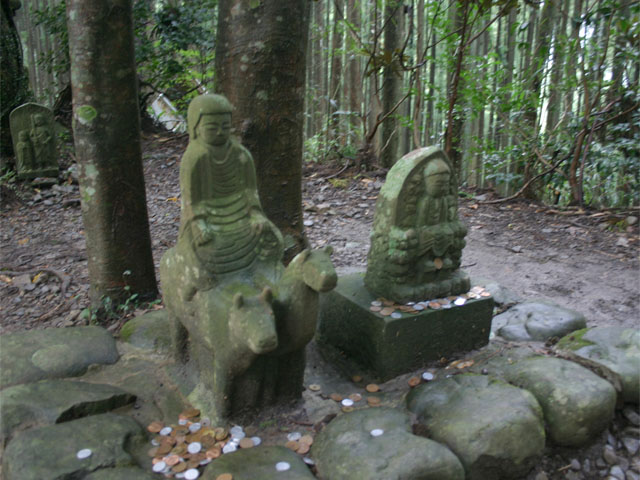
На шляху Кумано-кодо

У XX столітті уряд взяв шляхи підж свою опіку та привів їх до ладу, нині це один з улюблених туристичних маршрутів Японії.

## Мапа паломницьких шляхів
- Ліворуч блакитна дорога — шлях Кії від Осака до Танабе
- Згори фіолетова дорога — мала стежка від Коя-сан
- Праворуч синя дорога — шлях від Ісе-дзінгу
- Знизу зелена дорога — велика стежка від Танабе до Сінгу берегом океану
- Жовта дорога — середня стежка від Танабе до Трьох Священних гір Кумано